# Turraea vogelii
Turraea vogelii là một loài thực vật có hoa trong họ Meliaceae. Loài này được Hook.f. miêu tả khoa học đầu tiên năm 1849.